# Марк Петроній Мамерцін
Марк Петроній Мамерцін (лат. Marcus Petronius Mamertinus; ? — після 150) — державний діяч Римської імперія, консул-суффект 150 року.

## Життєпис
Походив з роду вершників Петроніїв Мамерцінів. Про його батьків немає відомостей. З 133 до 137 року був префектом Єгипту. За правління імператора Антоніна Пія увійшов до сенату. У 139–143 році обіймав посаду префекта преторія в Римі. У 150 році став консулом-суффектом разом з Марком Кассієм Аполлінаром. Про подальшу долю немає відомостей.

## Родина
- Марк Петроній Сура Мамерцін, консул 182 року
- Марк Петроній Сура Септіміан, консул 190 року